# Međugorje – evo ti Majke
Međugorje – evo ti Majke je hrvatski dokumentarni film. Snimljen je i montiran u produkciji HRT-ovog dokumentarnog i religijskog programa. Autorica je Ljiljana Bunjevac Filipović. Dokumentarac je osvojio osvojio Grand Prix na 3. Festivalu hrvatskih vjerskih dokumentarnih filmova održanom u trsatskom svetištu. Film je o vjerskom fenomenu Međugorja. Pokušava prenijeti i objasniti zašto Međugorje više od trideset godina privlači brojne hodočasnike, zašto iz cijelog svijeta dolaze u to nekad zabit, hercegovačko selo, zašto je danas molitveno središte hodočasnika, zašto stotine tisuća hodočasnika godišnje dolazi, ne mareći što Crkva još nije iznijela svoj službeni stav o međugorskim ukazanjima.
Majstor rasvjete je Michel Baković. Sinkronizacija Siniša Tvorić. Pomoćnice redateljice su Suzana Ivančić i Antonina Ćuk. Arhivu su pretraživali Zrinka Domes, Ivana Stipetić i Mario Koić. Producent je Mate Čuljak. Autorica, urednica, scenaristica i redateljica je Ljiljana Bunjevac Filipović.